# Trefechan
Trefechan är en by i Merthyr Tydfil i Wales. Byn är belägen 35,6 km 
från Cardiff. Orten har 1 015 invånare (2016).